# 병곡중학교
병곡중학교(柄谷中學校)는 대한민국 경상북도 영덕군 병곡면 병곡리에 있는 공립 중학교이다.

## 학교 연혁
- 1955년 5월 19일 : 병곡중학교 설립인가(6학급)
- 1955년 6월 13일 : 개교
- 1956년 3월 3일 : 제1회 졸업식(54명)
- 1960년 4월 1일 : 교사 이전(병곡길 24-7)
- 1999년 3월 1일 : 편성학급 3학급
- 2007년 8월 20일 : 영어체험실 설치, 과학실 현대화 사업
- 2008년 11월 5일 : 해송도서관 개관
- 2009년 8월 17일 : 기술가정실 현대화 사업
- 2020년 3월 4일 : 특수학급 도움반 1학급 설치, 보건실 증축
- 2024년 2월 7일 : 제69회 졸업식 9명(졸업생 누계 5,756명)
- 2024년 3월 1일 : 제38대 김상기 교장 취임
- 2024년 3월 4일 : 2024학년도 입학식(입학인원 4명)

## 참고 자료
- 병곡중학교 - 한국교육학술정보원 학교알리미